# إيتا للبرمجيات
إيتا للبرمجيات (بالإنجليزية: ITA Software)‏ هي برمجية شركة أسفار تابعة لجوجل تقع بكامبريدج ،ماساتشوستس. أسسها جيريمي ويرتايمر، عالم حاسوب وعضو في مختبر الذكاء الاصطناعي إم إي تي واتحاد النحاس، مع زميله ريتشارد آيكن سنة 1996.
في 1 يوليو 2010 ، وافقت ITA على الاستحواذ عليها بواسطة Google. في 8 أبريل 2011 ، وافقت وزارة العدل الأمريكية على الاستحواذ. كجزء من الاتفاقية ، طُلب من Google ترخيص برنامج ITA لمواقع الويب الأخرى لمدة خمس سنوات.

## روابط خارجية
- الموقع الرسمي